# Rolstoelcurling op de Paralympische Winterspelen
Rolstoelcurling is een van de sporten die op het programma van de Paralympische Spelen staan. De sport is een variant op het gewone curling maar dan voor mensen met een lichamelijke handicap die gebruikmaken van een rolstoel. De sport staat onder auspiciën van de World Curling Federation. Het staat sinds Turijn 2006 op het programma van de Paralympische Winterspelen.
Zowel mannen als vrouwen mogen gezamenlijk in één team deelnemen aan dit onderdeel. In 2010 is het verplicht dat er ten minste één vrouw of één man van het team deel uitmaakt.

## Medailles
| Editie         | Goud · | Zilver · | Brons · |
| -------------- | ------ | -------- | ------- |
| Turijn 2006    | CAN    | GBR      | SWE     |
| Vancouver 2010 | CAN    | KOR      | SWE     |
| Sotsji 2014    | CAN    | RUS      | GBR     |

## Deelnemende landen
| Editie         | landen                                                    |
| -------------- | --------------------------------------------------------- |
| Turijn 2006    | CAN - DEN - GBR - ITA - NOR - USA - SWE - SUI             |
| Vancouver 2010 | CAN - GER - GBR - ITA - JPN - NOR - USA - KOR - SWE - SUI |
| Sotsji 2014    | CAN - CHN - FIN - GBR - NOR - RUS - SVK - USA - KOR - SWE |

2006 · 2010 · 2014 · 2018
Alpineskiën · Biatlon · Langlaufen · Priksleeën · Rolstoelcurling · Sledgehockey · Snowboarden